# Pirolle à bec jaune
Urocissa flavirostris
Espèce
Statut de conservation UICN

 LC  : Préoccupation mineure
La Pirolle à bec jaune (Urocissa flavirostris) est une espèce de passereau de la famille des Corvidae.

## Habitat et répartition

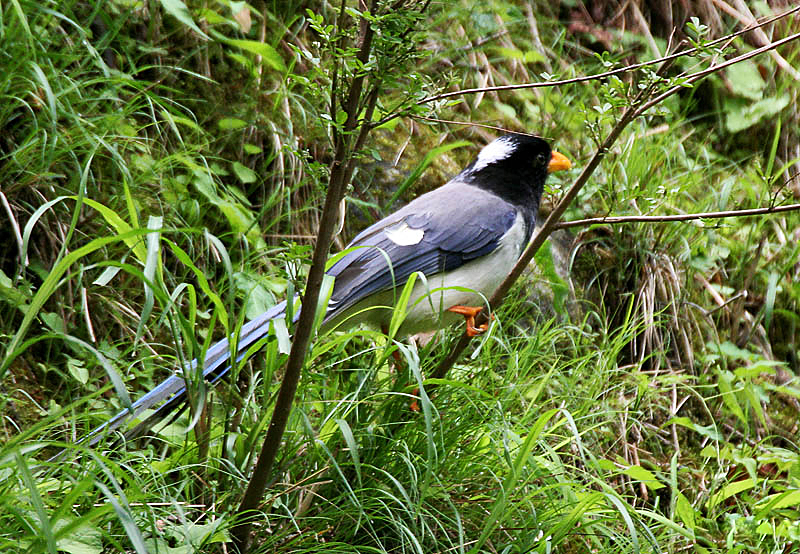
Une Pirolle à bec jaune dans l'Himachal Pradesh en Inde.

La Pirolle à bec jaune vit dans les forêts de l'Himalaya (notamment de chênes et de chataigniers), jusqu'au Yunnan, l'ouest de la Birmanie et le nord du Viêt Nam.

## Description
La Pirolle à bec jaune mesure de 55 à 61 cm pour un poids compris entre 123 et 180 g.

## Alimentation
Elle possède un régime omnivore se nourrissant de gros insectes (notamment de sauterelles) mais aussi de sangsues dont elle débarrasse les gros animaux.